# Mastigolejeunea undulata
Mastigolejeunea undulata là một loài Rêu trong họ Lejeuneaceae. Loài này được Gradst. & Grolle mô tả khoa học đầu tiên năm 1981.